# Heterostemminae
Heterostemminae es una subtribu de plantas  perteneciente a la familia Apocynaceae (orden Gentianales).  Esta subtribu tiene un solo género.

## Géneros
- Dittoceras Hook. f. = Heterostemma Wight & Arn.
- Heterostemma Wight & Arn.
- Oianthus Benth. = Heterostemma Wight & Arn.
- Symphysicarpus Hassk. = Heterostemma Wight & Arn.